# 外務省審議官実父宅放火殺人事件
外務省審議官実父宅放火殺人事件（がいむしょうしんぎかんじっぷたくほうかさつじんじけん）とは、1991年9月4日に発生した革命的共産主義者同盟全国委員会（中核派）による放火殺人事件。

## 概要
1991年9月4日午前5時頃、東京都大田区で元千葉工業大学講師（当時82歳）の家が全焼し、就寝していた元講師と妻（当時81歳）が全身やけどで重傷を負う事件が発生。また、同日午前4時頃には神奈川県横浜市内の日揮社員寮と梓設計常務宅で車両が放火され、埼玉県新座市の陸上自衛隊朝霞駐屯地でもアーチェリー練習所が放火される事件が、同時多発的に発生した。
9月6日、革命的共産主義者同盟全国委員会（中核派）の機関紙は「埼玉県新座市の陸上自衛隊朝霞駐屯地内の2カ所、横浜市の成田空港建設関連企業役員宅と独身寮と東京都大田区の堤功一外務省大臣官房審議官宅の同時5箇所を狙った同時爆弾テロである。天皇皇后ASEAN諸国歴訪を取り仕切る外務省大臣官房審議官堤功一宅を狙った」という犯行声明を出し、報道機関に郵送した。その後の捜査で、焼け跡から時限式発火装置の一部が発見された。発火装置は家屋の最も燃えやすい場所に仕掛けられ、さらにタオルやぼろ布を敷くなどの手口で燃焼効果を高めていたという。これを受けて池上警察署は過激派・中核派による放火ゲリラと断定、警視庁公安部の応援で本格捜査を開始した。
このうち大田区の事件で被害を受けた夫婦は堤の両親で、堤の自宅は被害者宅の隣家であり、全くの誤爆であった。また、そもそも狙われた堤は天皇皇后のASEAN諸国歴訪とは何ら関係がないことが判明し、二重の意味で誤爆であった。
9月27日、元講師は多臓器不全により入院先の病院で死亡。元講師の妻も肺炎と敗血症で翌1992年3月19日に死亡。
中核派の幹部である北小路敏は1991年10月13日の集会で、この事件について「誤爆ではない」「罪を問われる人の自宅を攻撃対象にする以上、すれすれの問題だから仕方がない。家族にも半ば責任はある」と開き直る言葉を報道陣に返した。
中核派の機関紙が自認する犯行であったが犯行の詳細がわからず、2006年9月に公訴時効が成立した。